# Élections législatives de 1986 dans le Val-de-Marne
Les élections législatives françaises de 1986 ont lieu le 16 mars. Dans le département du Val-de-Marne, douze députés sont à élire dans le cadre d'un scrutin proportionnel par liste départementale à un seul tour.

## Élus
| Député élu                  |  | Parti     |
| --------------------------- |  | --------- |
| Joseph Franceschi           |  | PS        |
| Laurent Cathala             |  | PS        |
| Roger-Gérard Schwartzenberg |  | MRG       |
| Paulette Nevoux             |  | PS        |
| Robert-André Vivien         |  | RPR       |
| Roland Nungesser            |  | RPR       |
| Christiane Papon            |  | RPR       |
| Georges Marchais            |  | PCF       |
| Paul Mercieca               |  | PCF       |
| Alain Griotteray            |  | UDF (PR)  |
| Jean-Jacques Jégou          |  | UDF (CDS) |
| Olivier d'Ormesson          |  | FN        |

À la suite du décès de Joseph Franceschi, ce dernier est remplacé par René Rouquet, suivant de liste.

## Résultats

### Résultats à l'échelle du département
| Tête de liste Étiquette politique (partis et alliances) | Tête de liste Étiquette politique (partis et alliances)                                                     | Tête de liste Étiquette politique (partis et alliances) | Tour unique | Tour unique | Sièges |
| Tête de liste Étiquette politique (partis et alliances) | Tête de liste Étiquette politique (partis et alliances)                                                     | Tête de liste Étiquette politique (partis et alliances) | Voix        | %           | Sièges |
| ------------------------------------------------------- | --- | ------------------------------------------------------- | ----------- | ----------- | ------ |
|                                                         | Pour une majorité de progrès avec le président de la République Parti socialiste (MRG)                      | Joseph Franceschi                                       | 147 881     | 28,79       | 4      |
|                                                         | Liste du rassemblement et du renouveau pour le Val-de-Marne Rassemblement pour la République                | Robert-André Vivien                                     | 118 095     | 22,99       | 3      |
|                                                         | Liste présentée par le Parti communiste français Parti communiste français                                  | Georges Marchais                                        | 81 913      | 15,95       | 2      |
|                                                         | Liste UDF du Val-de-Marne pour l'union des français Union pour la démocratie française (PR - CDS)           | Alain Griotteray                                        | 75 364      | 14,67       | 2      |
|                                                         | Rassemblement national Front national                                                                       | Olivier d'Ormesson                                      | 59 632      | 11,61       | 1      |
|                                                         | Les Verts Val-de-Marne Écologie Les Verts                                                                   | Claude Bich                                             | 15 222      | 2,96        | 0      |
|                                                         | Rassemblement gaulliste pour une majorité de progrès Divers gauche                                          | Gilbert Noël                                            | 6 213       | 1,20        | 0      |
|                                                         | Liste Lutte ouvrière Lutte ouvrière                                                                         | Serge Franceschina                                      | 5 443       | 1,06        | 0      |
|                                                         | Liste du Mouvement pour un parti des travailleurs Extrême gauche (Mouvement pour un parti des travailleurs) | Jean-Claude Denis                                       | 2 002       | 0,39        | 0      |
|                                                         | Initiative 86 - Entreprendre et réussir la France de l'an 2000 Sans étiquette                               | Guy Toussay                                             | 1 941       | 0,37        | 0      |
|                                                         | Liste de la Ligue communiste révolutionnaire Ligue communiste révolutionnaire                               | Joël Le Jeannic                                         | 1 181       | 0,23        | 0      |
|                                                         | |                                                         |             |             |        |
| Inscrits                                                | Inscrits | Inscrits                                                | 694 392     | 100,00      | 12     |
| Abstentions                                             | Abstentions                                                                                                 | Abstentions                                             | 167 675     | 24,15       |        |
| Votants                                                 | Votants | Votants                                                 | 526 717     | 75,85       |        |
| Blancs et nuls                                          | Blancs et nuls                                                                                              | Blancs et nuls                                          | 13 221      | 2,51        |        |
| Exprimés                                                | Exprimés | Exprimés                                                | 513 496     | 97,49       |        |

### Listes complètes en présence
| Liste Étiquette politique (partis et alliances) | Liste Étiquette politique (partis et alliances)                                                                                            | Candidats (et remplaçants éventuels) |
| ----------------------------------------------- | --- | --- |
|                                                 | Pour une majorité de progrès avec le président de la République Parti socialiste - Mouvement des radicaux de gauche                        | 1. Joseph Franceschi (PS) 2. Laurent Cathala (PS) 3. Roger-Gérard Schwartzenberg (MRG) 4. Paulette Nevoux (PS) 5. René Rouquet (PS) 6. Jean-Marc Bourjac (PS) 7. Jacques Moreau (PS) 8. David Bohbot (PS) 9. Bernard Bebin (PS) 10. Marc Méchain (PS) 11. Michèle Canipelle 12. René Dessert (PS) ————————————13. Claude Bezé (PS) 14. Antoine Bour |
|                                                 | Liste du rassemblement et du renouveau pour le Val-de-Marne Rassemblement pour la République                                               | 1. Robert-André Vivien 2. Roland Nungesser 3. Christiane Papon 4. Richard Dell'Agnola 5. Roger Fontanille 6. François Bidet 7. Catherine Procaccia 8. Jean-Michel Tanguy 9. Gérard Bessière 10. Jean-Louis Auriche 11. Daniel Bouvard 12. Christian Deshoux ————————————13. Marylia Font 14. Isabelle Cuiney                                        |
|                                                 | Liste présentée par le Parti communiste français Parti communiste français                                                                 | 1. Georges Marchais 2. Paul Mercieca 3. Hélène Luc 4. Louis Bayeurte 5. Pierre Martin 6. Jean-Louis Bargero 7. Bernard Ywanne 8. Charles Lederman 9. Jacques Laloë 10. Marcel Trigon 11. Gaston Viens 12. Guy Pettenati ————————————13. Carmen Le Roux 14. Pierre-Yves Cosnier                                                                      |
|                                                 | Liste UDF du Val-de-Marne pour l'union des français Union pour la démocratie française (Centre des démocrates sociaux - Parti républicain) | 1. Alain Griotteray (PR) 2. Jean-Jacques Jégou (CDS) 3. Christian Cambon (PR) 4. - 5. - 6. - 7. - 8. - 9. - 10. - 11. - 12. - ————————————13. - 14. - |
|                                                 | Rassemblement national Front national | 1. Olivier d'Ormesson 2. - 3. - 4. - 5. - 6. - 7. - 8. - 9. - 10. - 11. - 12. - ————————————13. - 14. - |